# Дзвелі Бургулі
Дзвелі Бургулі (груз. ძველი ბურღული) — село в Грузії.
За даними перепису населення 2014 року в селі проживає 23 особи.